# Cronos Airlines
Cronos Airlines és una aerolínia regional amb base a Malabo, Guinea Equatorial. Opera des de l'Aeroport Internacional de Malabo. Figura a la llista negra d'aerolínies de la Unió Europea.

## Història
Cronos Air fou fundada en 2007 pel seu director general Andreas Kaïafas. Inicialment operava des de Malabo en vols domèstics a Mengomeyén i Bata, però posteriorment ha ampliat les seves destinacions a Àfrica Central.

## Destins
Des de maig de 2013 Cronos Airlines ofereix vols als següents destins:
- Benín
  - Cotonou - Aeroport de Cadjehoun

- Camerun
  - Douala - Aeroport Internacional de Douala

- Guinea Equatorial
  - Bata - Aeroport de Bata
  - Malabo - Aeroport Internacional de Malabo
  - Mengomeyén

- Nigèria
  - Port Harcourt - Aeroport Internacional de Port Harcourt

## Flota
La flota de Cronos Airlines inclou els següents aparells (3 de juliol de 2015):
L'aerolínia té planejat expandir la seva flota pròximament amb dos ERJ-135 LR i un ERJ-145 LR.